# Scheibe Spatz
Pour les articles homonymes, voir Scheibe.
Dimensions
Le Scheibe Spatz (moineau) est un planeur allemand de construction mixte métal, bois et toile construit de 1952 à 1962 par Scheibe Flugzeugbau. Il est suivi par le L-Spatz, la lettre L signifiant Leistung, qui est le mot allemand pour « performance ».
Scheibe Flugzeugbau construit le Spatz A en 1952. Deux ans plus tard, le premier L-Spatz 55 vole. Trois cents L-Spatz 55 sont construits en Allemagne, 155 en France sous le nom de Avialsa A. 60 Fauconnet, et 16 en Italie nommés Météore MS-30 L Passero; la production s'est achevée en 1962.
C'est un monoplace cantilever à aile haute avec une finesse maximum de 27 à 73 km/h. À vide, il pèse 157 kg et son poids maximum au décollage est de 269 kg. L'aile mono-longeron et la queue sont construites en structure bois entoilée, tandis que le fuselage est en tubes d'acier entoilés.
Le L-Spatz 55 est un excellent accrocheur grâce à sa légèreté. Par gros temps, cette légèreté le rend assez désagréable à piloter car elle le rend très sensible aux variations de vitesse verticale. La finesse maximum est de 27. Le plus long vol de distance connu est de plus de 600 km à partir de Burg Feuerstein, en Allemagne jusqu'en France.
De nombreux clubs de vol à voile ont utilisé le L-Spatz 55 apprécié pour sa facilité de pilotage et sa sortie facile de vrille.

## Variantes
Spatz A
Certifié en 1952. 13,20 mètres d'envergure et 6,19 m de longueur. Malgré sa faible envergure les ailes trop souples présentent des risques de torsion de l'aile et de flutter d'ailerons et seule une dizaine d'exemplaires est produite
Spatz B
Variante améliorée avec un longeron d'aile renforcé et un nouvel aménagement du poste de pilotage produite à une quarantaine d'exemplaires. 13.20 mètres d'envergure et 6,19 m de longueur, certifié en 1952.
Spatz 55
Certifié en 1952. 13,20 mètres d'envergure et 6,25 m de longueur.

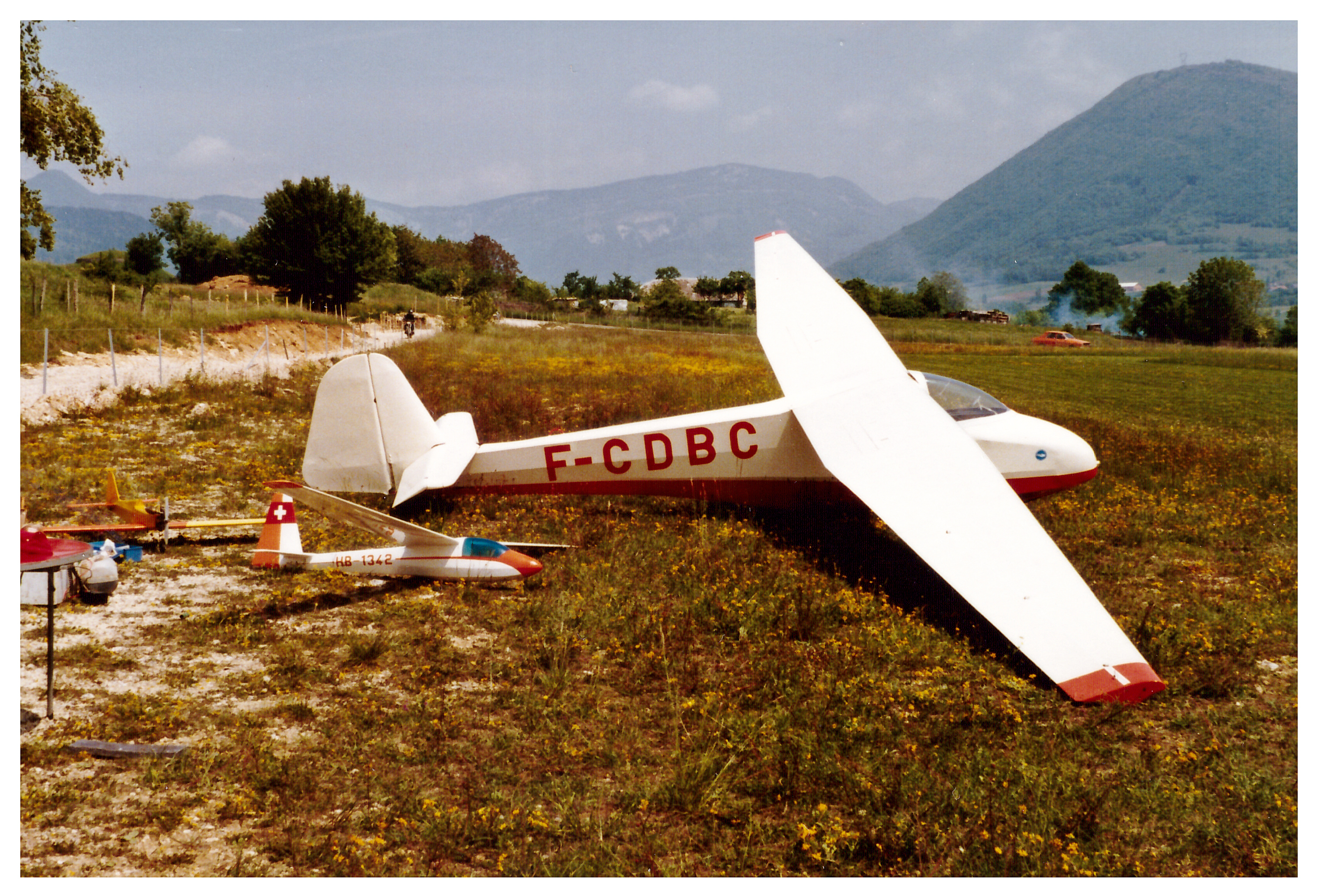
Avialsa A60 sur le terrain de Bellegarde-sur-Valserine (France)

L-Spatz
Certifié en 1954. Mise en place sur un fuselage de Spatz B d'une voilure de 15,00 mètres d'envergure correspondant à la nouvelle classe standard. La longueur passe à 6,05 m et la finesse maximum de 25 à 27.
L-Spatz 55
Certifié en 1954. Principale version du Spatz, elle est caractérisée par l'aile remontée au sommet du fuselage ce qui améliore la stabilité en roulis. Trois cents exemplaires sont vendus soit sous forme de planeurs complets soit de kit de construction. 15.00 mètres d'envergure et 6,25 m de longueur.
L-Spatz III
Certifié en 1966 il consiste en la reprise par Scheibe des modifications apportées à Avialsa pour son A60 Fauconnet. Une trentaine d'exemplaires produits. 15,00 mètres d'envergure et 6,25 m de longueur.
Avialsa A60 Fauconnet
Production sous licence en France. 155 exemplaires produits par Avialsa et 15 par Rocheteau.
Meteor MS-30 L-Passero
Production sous licence  en Italie.
Electravia Electro Light 2
Aéronef électrique version propulsée par un système d'entraînement électrique, avec une hélice montée dans le nez.

## Planeurs exposés
- Museum für Luftfahrt und Technik
- National Soaring Museum[3]
- Musée de la Technique militaire de GRYF à Dąbrówka près de Wejherowo (Pologne)